# Álvaro Recoba
Álvaro Alexánder Recoba Rivero (Montevideo, 17 de marzo de 1976), apodado El Chino", es un exfutbolista, actual entrenador y empresario uruguayo. Jugaba como mediapunta y fue internacional con la selección uruguaya entre 1995 y 2007. En 2002, jugó la Copa Mundial. 

## Trayectoria

### Danubio
Con apenas 17 años, jugador del Danubio Fútbol Club, debutó frente a Defensor Sporting el 11 de enero de 1994. Su juego pronto trascendió, despertando el interés de Nacional.

### Nacional
Jugó en Nacional entre los años 1996 y 1997 y fue campeón por primera vez, ganando el Clausura 1996, aunque no pudo ganar el Campeonato Uruguayo. También ganó el Apertura 1997, donde fue el goleador de Nacional con 9 tantos. El Chino se fue de Nacional siendo ídolo del club porque mostraba un fútbol con mucho talento y gran calidad, convirtiendo muchos y grandes goles, dejando para todos los aficionados la ilusión de un futuro "crack".

### Inter de Milán
En julio de 1997, a mitad del campeonato uruguayo fue transferido al Inter de Milán. Hizo su debut contra Brescia en agosto de 1997, el mismo día que Ronaldo, anotando dos goles en los últimos diez minutos del partido (el primero con un potente disparo de 30 metros y el segundo de tiro libre), ganando su equipo por 2 a 1, sacándole Recoba el protagonismo a Ronaldo y apareciendo en muchos periódicos de Italia.
Luego de dos temporadas se marchó cedido al Venezia.
A su regreso firmó un contrato de US$ 7.500.000 y se convirtió en el jugador mejor pago del mundo.
Recoba fue figura en el mediocampo del Inter de Milán, batiendo las redes de los arcos con imponentes disparos y demostrando al máximo su calidad. En el año 2001 recibió una sanción por un año debido a la posesión de un pasaporte italiano falso. Ganó la Serie A dos veces, la Copa Italia dos veces, la Supercopa de Italia dos veces y la UEFA Europa League. En la Liga de Campeones de la UEFA 2002-03 alcanzó con Inter de Milán las semifinales pero fue eliminado por Milan luego de empatar en el partido de ida en 0 y en el partido de vuelta en 1, pero el clasificado fue el equipo de Milán por la regla del gol de visitante. Antes de su salida el "Chino" marcó un gol olímpico. Jugó 11 años en el Inter y es considerado uno de los mejores pateadores de tiro libre de la Serie A,[cita requerida] también es gran ídolo de la afición y de Walter Mazzarri, jugó junto con jugadores de la talla de Ronaldo, Luís Figo, Roberto Baggio, Javier Zanetti, Hernán Crespo, Dejan Stanković, Adriano, Zlatan Ibrahimović, Iván Zamorano e Iván Córdoba entre otros.

### Venezia
Tras dos temporadas en el Inter fue cedido a Venezia. Fue allí donde demostró que podía jugar al más alto nivel, donde estuvo involucrado en la mayoría de los goles anotados. Anotó 11 goles y 9 asistencias en 19 partidos, marcando un gol a su ex club y ganándole 3 a 1. Sus esfuerzos ayudaron a que Venezia escapara del descenso y llegó a convertirse en ídolo del club. En 1999 retornó al Inter.

### Torino
El 31 de agosto de 2007 el Inter lo cedió a préstamo al Torino de Italia hasta el fin de la misma temporada. Sus actuaciones han sido decepcionantes debido a las lesiones y la falta de tiempo de juego. No tuvo el impacto esperado a pesar de un buen comienzo y terminó la temporada fuera de la formación inicial.

### Panionios
En septiembre de 2008 es transferido al club Panionios NFC de Grecia, firmando contrato por dos años. En diciembre de 2009 rescinde su contrato con dicho club de mutuo acuerdo. Hizo su debut en la victoria por 2 a 1 ante el Aris, el 18 de octubre. Mostró su calidad ayudando en los dos goles de sus compañeros de equipo. En su siguiente partido, que inspiró a un Panionios con una victoria 5-2 contra Ergotelis donde marcó dos goles. Terminó la temporada con 5 goles y 7 asistencias, aunque tuvo varios problemas de lesiones.

### Vuelta a Uruguay
Tras muchos rumores que lo situaban en Chile o Perú, firma por Danubio, el club que lo vio nacer futbolísticamente, donde juega los torneos clausura y apertura de ese año.

### Nacional

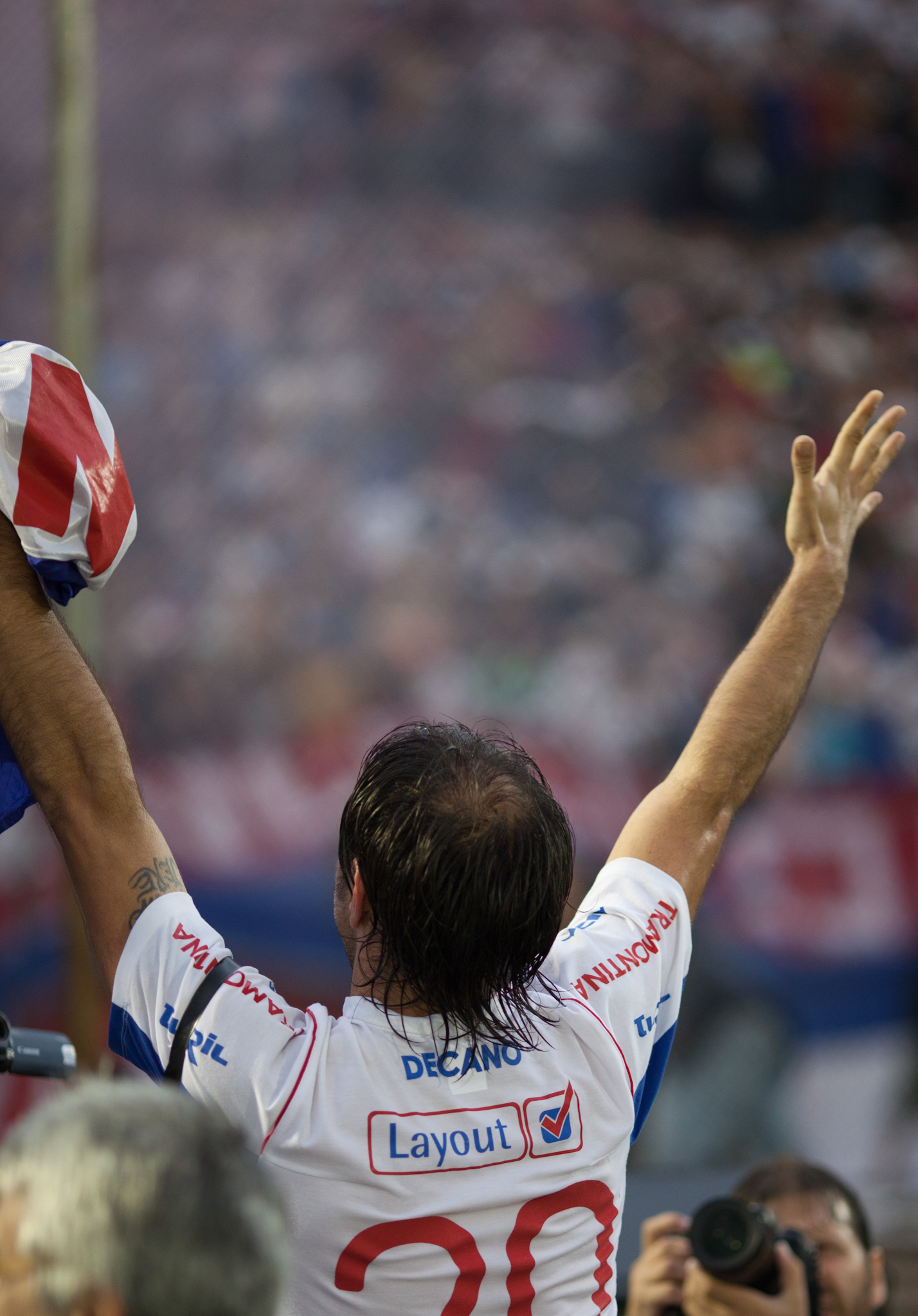
El Chino Recoba, festejando en Nacional.

Al año siguiente, el 8 de julio de 2011, se oficializa su fichaje por Nacional, ya habría pasado en temporadas, que fue un gran paso para él y dejó una gran marca en el mismo.
Tuvo una buena participación en el comienzo de la temporada, debutando con gol, el tercero del empate 3 a 3 contra River Plate. Junto a los tricolores marcó 5 goles. Uno de esos goles fue en el partido clásico contra Peñarol, marcando el segundo gol de penal en el final para darle el triunfo (2-1) para Nacional y otro contra Liverpool en la última fecha, lo que le daría el campeonato Apertura al Club Nacional de Football. Terminó así el torneo siendo el mayor referente de Nacional y con apariciones en partidos importantes.
En el Campeonato Clausura de 2012, le volvió a marcar al clásico rival Peñarol, en este caso marcó el tercer gol para la victoria 3 a 2. Tuvo que remontar dos veces el resultado y terminarlo con un jugador de menos (por expulsión de Darwin Torres en el minuto 90 del partido). Además marcó en la final del Campeonato Uruguayo el único gol del partido "picándola" frente a Defensor Sporting dándole el Campeonato Uruguayo a Nacional y siendo la figura del partido. A fin de temporada fue reconocido con el premio a Mejor Jugador del Campeonato Uruguayo y terminaría con ocho goles.
En el Apertura 2012/2013 es figura del equipo de Nacional al marcar dos goles olímpicos, pero no le alcanzó a su equipo para ganar el título.
En el Apertura 2014/2015 el "Chino" vuelve a ser figura en el equipo convirtiendo otro gol olímpico a Wanderers en la 7.ª fecha, entregando pases a sus compañeros de gran manera y además convirtiendo un gol de tiro libre a Racing en la novena fecha aunque fue mal anulado por los jueces del partido.
El 27 de abril de 2014 participa del histórico partido clásico en el que Peñarol derrota 5-0 a Nacional. Siendo muy criticado por su parcialidad por su poca actitud en la histórica goleada.
El 9 de noviembre de 2014, en la 12.ª fecha del torneo Apertura 2014/2015, el "Chino" convirtió un gol de tiro libre a Peñarol en el Clásico del fútbol uruguayo en el minuto 94, dándole la victoria al Club Nacional de Football luego de comenzar perdiendo 1-0 y de empatar el partido a través de Sebastián Fernández en el minuto 91'. La ejecución del tiro libre fue a 26 metros del arco, disparando por encima de la barrera y convirtiendo en el último minuto del encuentro, dado que el juez había adicionado 4' luego de cumplirse los 90' reglamentarios.

### Retiro y años posteriores
El día 31 de marzo de 2016, tras haber anunciado su retiro meses atrás, se celebró en el Gran Parque Central el partido de despedida para Álvaro “El Chino” Recoba. El evento contó con importantes figuras futbolísticas de fama internacional vinculadas a distintos hitos de la carrera del jugador, entre las que pueden destacarse los argentinos Juan Román Riquelme, Andrés D’Alessandro y Javier “Pupi” Zanetti, el colombiano Carlos Valderrama, el chileno Iván Zamorano y el italiano Francesco Toldo, entre otros. El puntapié inicial del partido estuvo a cargo del entonces presidente de la República, Dr. Tabaré Vázquez, en compañía del expresidente José Mujica. Recoba también recibió saludos en video de parte de su compatriota y exjugador de Nacional Luis Suárez, el sueco Zlatan Ibrahimović y el presidente del Inter de Milán, Massimo Moratti.
Desde entonces, Álvaro Recoba estuvo un tiempo fuera del ambiente del fútbol y de la exposición mediática, hasta que durante el año 2020 se destacó participando en el reality show televisivo MasterChef Celebrity de Uruguay, llegando hasta la instancia final en la que fue derrotado por el artista Aldo Martínez.
En cuanto a su carrera profesional futbolística, ha continuado fuera de las canchas, desempeñándose desde enero del 2022 como director técnico de la tercera división del Club Nacional de Football.
En mayo de 2025, Luis Suárez anunció la creación del Deportivo LSM, en sociedad con el argentino Lionel Messi; Recoba tendrá a su cargo la dirección técnica.

## Selección nacional
Ha sido internacional con la selección de fútbol de Uruguay en 69 veces y ha anotado 11 goles a lo largo de su carrera en la selección. Su debut oficial con la "celeste" se dio el 12 de enero de 1997 en un partido por eliminatorias hacia el Mundial de Fútbol de Francia 1998, contra la Selección Argentina, partido que terminó 0 a 0 en el Estadio Centenario.
Se retiró de la selección después de la Copa América 2007, donde Uruguay quedó en cuarto lugar.

### Participaciones en Copas del Mundo
| Mundial                        | Sede                  | Resultado    | Partidos | Goles |
| ------------------------------ | --------------------- | ------------ | -------- | ----- |
| Copa Mundial de Fútbol de 2002 | Corea del Sur y Japón | Primera fase | 3        | 1     |

#### Goles en la Copa del Mundo
| # | Fecha               | Lugar                                              | Rival   | Marcador | Resultado | Competición          |
| - | ------------------- | -------------------------------------------------- | ------- | -------- | --------- | -------------------- |
| 1 | 11 de junio de 2002 | Estadio Mundialista de Suwon, Suwon, Corea del Sur | Senegal | 3:3      | 3:3       | Copa Mundial de 2002 |

### Participaciones en Copa Confederaciones
| Copa                      | Sede           | Resultado     | Partidos | Goles |
| ------------------------- | -------------- | ------------- | -------- | ----- |
| Copa Confederaciones 1997 | Arabia Saudita | Cuarto puesto | 5        | 1     |

### Participaciones en Copa América
| Copa              | Sede      | Resultado     | Partidos | Goles |
| ----------------- | --------- | ------------- | -------- | ----- |
| Copa América 1997 | Bolivia   | Primera fase  | 3        | 1     |
| Copa América 2007 | Venezuela | Cuarto puesto | 3        | 0     |

#### Copa América 1997
Recoba jugó los 3 partidos que jugó Uruguay siendo titular. En los primeros dos partidos fue sustituido y en uno de ellos marcó un gol luego de hacer una "pared" y disparar un tiro cruzado de zurda.

#### Copa América 2007
El "Chino" no puede jugar el primer partido de la Copa América 2007 debido a una contractura muscular y su lugar en el once inicial fue sustituido por Fabián Estoyanoff. En el segundo partido de Uruguay contra Bolivia también se ausentó y luego tendría minutos que entraría del banco de suplentes en el siguiente partido a los 66` de juego frente a Venezuela.
En los cuartos de final nuevamente frente a Venezuela el "Chino" entra al equipo titular siendo a los 78` sustituido por Nacho González. En el partido de semifinales Recoba nuevamente ingresa en el equipo titular frente al equipo de Brasil, el "chino" a los 16´ intentaba convertir una de sus especialidades, un gol olímpico, que nuevamente intentaría a los 28´. Intensos minutos de Uruguay y del "chino", que luego sería remplazado a los 45´ por Nacho González.

### Participaciones en torneos juveniles
| Torneo                      | Sede     | Resultado  | Partidos | Goles |
| --------------------------- | -------- | ---------- | -------- | ----- |
| Copa de las Américas Sub-23 | Colombia | Subcampeón | 1        | 0     |

#### Copa de las Américas Sub-23
Recoba no fue tenido en cuenta por Rudy Rodríguez para la sub-17 de 1993, pero al año siguiente Púa lo incluyó en la sub-23 para el Torneo de las Américas en Colombia, pese a que aún no había cumplido 18, por lo que daba 5 años de ventaja. La única participación del "Chino" en aquel torneo fue en los últimos 15' del triunfo 2-1 sobre Brasil en semifinales, ingresando por "Pichirica" Vázquez, el 16 de febrero de 1994 en el estadio Centenario de Armenia (Colombia).

## Estadísticas

### Como jugador

#### En clubes
| Club | Div                 | Temporada           | Liga  | Liga  | Liga   | Copas nacionales(1) | Copas nacionales(1) | Copas nacionales(1) | Torneos internacionales(2) | Torneos internacionales(2) | Torneos internacionales(2) | Otras competiciones(3) | Otras competiciones(3) | Otras competiciones(3) | Total | Total | Total  | Media goleadora(4) |
| Club | Div                 | Temporada           | Part. | Goles | Asist. | Part.               | Goles               | Asist.              | Part.                      | Goles                      | Asist.                     | Part.                  | Goles                  | Asist.                 | Part. | Goles | Asist. | Media goleadora(4) |
| --- | ------------------- | ------------------- | ----- | ----- | ------ | ------------------- | ------------------- | ------------------- | -------------------------- | -------------------------- | -------------------------- | ---------------------- | ---------------------- | ---------------------- | ----- | ----- | ------ | ------------------ |
| Danubio FC · Uruguay | 1.ª                 | 1993                | —     | —     | —      | —                   | —                   | —                   | —                          | —                          | —                          | 4                      | 2                      | ?                      | 4     | 2     | ?      | 0,50               |
| Danubio FC · Uruguay | 1.ª                 | 1994                | 14    | 6     | ?      | —                   | —                   | —                   | 2                          | 1                          | 0                          | —                      | —                      | —                      | 16    | 7     | ?      | 0,44               |
| Danubio FC · Uruguay | 1.ª                 | 1995                | 20    | 5     | ?      | —                   | —                   | —                   | —                          | —                          | —                          | —                      | —                      | —                      | 20    | 5     | ?      | 0,25               |
| Danubio FC · Uruguay | Total 1.ª etapa     | Total 1.ª etapa     | 34    | 11    | ?      | 0                   | 0                   | 0                   | 2                          | 1                          | 0                          | 4                      | 2                      | ?                      | 40    | 14    | ?      | 0,35               |
| Club Nacional · Uruguay | 1.ª                 | 1996                | 20    | 8     | ?      | —                   | —                   | —                   | 2                          | 0                          | ?                          | 7                      | 6                      | ?                      | 29    | 14    | ?      | 0,48               |
| Club Nacional · Uruguay | 1.ª                 | 1997                | 10    | 9     | ?      | —                   | —                   | —                   | 8                          | 3                          | ?                          | —                      | —                      | —                      | 18    | 12    | ?      | 0,67               |
| Club Nacional · Uruguay | Total 1.ª etapa     | Total 1.ª etapa     | 30    | 17    | ?      | 0                   | 0                   | 0                   | 10                         | 3                          | ?                          | 7                      | 6                      | ?                      | 47    | 26    | ?      | 0,55               |
| Inter de Milán · Italia | 1.ª                 | 1997-98             | 8     | 3     | 2      | 5                   | 2                   | 0                   | 6                          | 0                          | 0                          | —                      | —                      | —                      | 19    | 5     | 2      | 0,26               |
| Inter de Milán · Italia | 1.ª                 | 1998                | 1     | 0     | 0      | 1                   | 0                   | 0                   | 2                          | 0                          | 0                          | —                      | —                      | —                      | 4     | 0     | 0      | 0,00               |
| AC Venezia · Italia | 1.ª                 | 1999                | 19    | 10    | 10     | —                   | —                   | —                   | —                          | —                          | —                          | —                      | —                      | —                      | 19    | 10    | 10     | 0,53               |
| Inter de Milán · Italia | 1.ª                 |                     |       |       |        |                     |                     |                     |                            |                            |                            |                        |                        |                        |       |       |        |                    |
| Inter de Milán · Italia | 1.ª                 | 1999-00             | 28    | 10    | 8      | 6                   | 0                   | 4                   | —                          | —                          | —                          | —                      | —                      | —                      | 34    | 10    | 12     | 0,29               |
| Inter de Milán · Italia | 1.ª                 | 2000-01             | 29    | 8     | 10     | 3                   | 2                   | 1                   | 9                          | 5                          | 1                          | —                      | —                      | —                      | 41    | 15    | 12     | 0,37               |
| Inter de Milán · Italia | 1.ª                 | 2001-02             | 18    | 6     | 5      | —                   | —                   | —                   | 4                          | 0                          | 0                          | —                      | —                      | —                      | 22    | 6     | 5      | 0,27               |
| Inter de Milán · Italia | 1.ª                 | 2002-03             | 27    | 9     | 10     | 1                   | 0                   | 1                   | 14                         | 3                          | 5                          | —                      | —                      | —                      | 42    | 12    | 16     | 0,29               |
| Inter de Milán · Italia | 1.ª                 | 2003-04             | 19    | 8     | 5      | 3                   | 0                   | 2                   | 7                          | 3                          | 2                          | —                      | —                      | —                      | 29    | 11    | 9      | 0,38               |
| Inter de Milán · Italia | 1.ª                 | 2004-05             | 13    | 3     | 6      | 4                   | 2                   | 1                   | 5                          | 1                          | 1                          | —                      | —                      | —                      | 22    | 6     | 8      | 0,27               |
| Inter de Milán · Italia | 1.ª                 | 2005-06             | 20    | 5     | 1      | 3                   | 0                   | 0                   | 7                          | 1                          | 1                          | —                      | —                      | —                      | 30    | 6     | 2      | 0,20               |
| Inter de Milán · Italia | 1.ª                 | 2006-07             | 13    | 1     | 1      | 3                   | 0                   | 0                   | 2                          | 0                          | 1                          | —                      | —                      | —                      | 18    | 1     | 2      | 0,06               |
| Inter de Milán · Italia | Total club          | Total club          | 176   | 53    | 48     | 29                  | 6                   | 9                   | 56                         | 13                         | 11                         | 0                      | 0                      | 0                      | 261   | 72    | 68     | 0,28               |
| Torino FC · Italia | 1.ª                 | 2007-08             | 22    | 1     | 3      | 2                   | 2                   | 0                   | —                          | —                          | —                          | —                      | —                      | —                      | 24    | 3     | 3      | 0,13               |
| Panionios GSS · Grecia | 1.ª                 | 2008-09             | 14    | 4     | 7      | 3                   | 1                   | 0                   | —                          | —                          | —                          | —                      | —                      | —                      | 17    | 5     | 7      | 0,29               |
| Panionios GSS · Grecia | 1.ª                 | 2009                | 5     | 0     | 0      | —                   | —                   | —                   | —                          | —                          | —                          | —                      | —                      | —                      | 5     | 0     | 0      | 0,00               |
| Panionios GSS · Grecia | Total club          | Total club          | 19    | 4     | 7      | 3                   | 1                   | 0                   | 0                          | 0                          | 0                          | 0                      | 0                      | 0                      | 22    | 5     | 7      | 0,23               |
| Danubio FC · Uruguay | 1.ª                 | 2010                | 13    | 5     | 3      | —                   | —                   | —                   | —                          | —                          | —                          | —                      | —                      | —                      | 13    | 5     | 3      | 0,38               |
| Danubio FC · Uruguay | 1.ª                 | 2010-11             | 18    | 5     | 1      | —                   | —                   | —                   | —                          | —                          | —                          | —                      | —                      | —                      | 18    | 5     | 1      | 0,28               |
| Danubio FC · Uruguay | Total 2.ª etapa     | Total 2.ª etapa     | 31    | 10    | 4      | 0                   | 0                   | 0                   | 0                          | 0                          | 0                          | 0                      | 0                      | 0                      | 31    | 10    | 4      | 0,32               |
| Danubio FC · Uruguay | Total club          | Total club          | 65    | 21    | +4     | 0                   | 0                   | 0                   | 2                          | 1                          | 0                          | 4                      | 2                      | ?                      | 71    | 24    | +4     | 0,34               |
| Club Nacional · Uruguay | 1.ª                 | 2011-12             | 24    | 8     | 8      | —                   | —                   | —                   | 7                          | 0                          | 0                          | —                      | —                      | —                      | 31    | 8     | 8      | 0,26               |
| Club Nacional · Uruguay | 1.ª                 | 2012-13             | 21    | 5     | 5      | —                   | —                   | —                   | 7                          | 1                          | 2                          | —                      | —                      | —                      | 25    | 6     | 7      | 0,24               |
| Club Nacional · Uruguay | 1.ª                 | 2013-14             | 20    | 2     | 2      | —                   | —                   | —                   | 3                          | 0                          | 0                          | —                      | —                      | —                      | 23    | 2     | 2      | 0,09               |
| Club Nacional · Uruguay | 1.ª                 | 2014-15             | 18    | 2     | 5      | —                   | —                   | —                   | 1                          | 0                          | 0                          | —                      | —                      | —                      | 19    | 2     | 5      | 0,11               |
| Club Nacional · Uruguay | Total 2.ª etapa     | Total 2.ª etapa     | 83    | 17    | 20     | 0                   | 0                   | 0                   | 18                         | 1                          | 2                          | 0                      | 0                      | 0                      | 101   | 18    | 22     | 0,18               |
| Club Nacional · Uruguay | Total club          | Total club          | 113   | 34    | +20    | 0                   | 0                   | 0                   | 28                         | 4                          | +2                         | 7                      | 6                      | ?                      | 148   | 44    | +22    | 0,30               |
| Total en su carrera | Total en su carrera | Total en su carrera | 414   | 123   | +92    | 34                  | 9                   | 9                   | 84                         | 17                         | +13                        | 11                     | 8                      | ?                      | 543   | 157   | +114   | 0,29               |
| (1) Incluye datos de la Liguilla pre-Libertadores (1998-99); MLS Cup Playoffs (2007-10) y Playoffs de Categoría Primera A (2013-14). (2) Incluye datos de la FA Cup (2001-07); Copa de la Liga de Inglaterra (2001-07); Lamar Hunt U.S. Open Cup (2012) y Copa Colombia (2013-14). (3) Incluye datos de la Copa Libertadores (1995-14); Supercopa Sudamericana (1995-97); Copa Interamericana (1996-97); Copa Mercosur (1998-00); Copa Intertoto de la UEFA (2001-02); Copa de la UEFA (2001-02); Liga de Campeones de la Concacaf (2009) y Copa Sudamericana (2013-14). (4) Media de goles por encuentro. No incluye goles en partidos amistosos. |                     |                     |       |       |        |                     |                     |                     |                            |                            |                            |                        |                        |                        |       |       |        |                    |

#### En selección nacional
| Selección | Año           | Amistosos | Amistosos | Amistosos | Sudamérica(1) | Sudamérica(1) | Sudamérica(1) | Mundial(2) | Mundial(2) | Mundial(2) | Total | Total | Total  | Media goleadora |
| Selección | Año           | Part.     | Goles     | Asist.    | Part.         | Goles         | Asist.        | Part.      | Goles      | Asist.     | Part. | Goles | Asist. | Media goleadora |
| --- | ------------- | --------- | --------- | --------- | ------------- | ------------- | ------------- | ---------- | ---------- | ---------- | ----- | ----- | ------ | --------------- |
| Adulta · Uruguay | 1995          | 2         | 0         | 0         | —             | —             | —             | —          | —          | —          | 2     | 0     | 0      | 0,00            |
| Adulta · Uruguay | 1996          | 2         | 3         | 0         | 1             | 0             | 0             | —          | —          | —          | 3     | 3     | 0      | 1,00            |
| Adulta · Uruguay | 1997          | —         | —         | —         | 7             | 2             | 2             | 5          | 1          | 0          | 12    | 3     | 2      | 0,25            |
| Adulta · Uruguay | 1998          | —         | —         | —         | —             | —             | —             | —          | —          | —          | 0     | 0     | 0      | 0,00            |
| Adulta · Uruguay | 1999          | 2         | 0         | 0         | —             | —             | —             | —          | —          | —          | 2     | 0     | 0      | 0,00            |
| Adulta · Uruguay | 2000          | —         | —         | —         | 8             | 0             | 0             | —          | —          | —          | 8     | 0     | 0      | 0,00            |
| Adulta · Uruguay | 2001          | 1         | 0         | 0         | 10            | 1             | 3             | —          | —          | —          | 11    | 1     | 3      | 0.09            |
| Adulta · Uruguay | 2002          | 4         | 0         | 1         | —             | —             | —             | 3          | 1          | 0          | 7     | 1     | 1      | 0.14            |
| Adulta · Uruguay | 2003          | 4         | 0         | 0         | 4             | 0             | 0             | —          | —          | —          | 8     | 0     | 0      | 0,00            |
| Adulta · Uruguay | 2004          | —         | —         | —         | 4             | 0             | 0             | —          | —          | —          | 4     | 0     | 0      | 0,00            |
| Adulta · Uruguay | 2005          | 1         | 0         | 0         | 5             | 1             | 1             | —          | —          | —          | 6     | 1     | 1      | 0.17            |
| Adulta · Uruguay | 2006          | —         | —         | —         | —             | —             | —             | —          | —          | —          | 0     | 0     | 0      | 0,00            |
| Adulta · Uruguay | 2007          | 2         | 1         | 1         | 3             | 0             | 1             | —          | —          | —          | 5     | 1     | 2      | 0.2             |
| Total carrera | Total carrera | 18        | 4         | 2         | 42            | 4             | 7             | 8          | 2          | 0          | 68    | 10    | 9      | 0.15            |
| (1) Incluye los partidos de la Copa América (1995-99) y Clasificatorias Sudamericanas (1996-01). En caso de la Selección olímpica, incluye datos de los Juegos Panamericanos (1995) y Preolímpico Sudamericano (1996). (2) Incluye los partidos de Copa Mundial de Fútbol (1994-02) y Copa FIFA Confederaciones (1995). En caso de la selección olímpica, incluye datos de los Juegos Olímpicos (1996) |               |           |           |           |               |               |               |            |            |            |       |       |        |                 |

### Como entrenador
| Equipo             | Div.  | Temporada | Liga | Liga | Liga | Liga | Liga |    | Copa | Copa | Copa | Copa |   | Internacional | Internacional | Internacional | Internacional | Internacional |   | Otros | Otros | Otros | Otros |   | Totales     | Totales | Totales | Totales | Totales | Totales | Totales | Totales | Totales |
| Equipo             | Div.  | Temporada | PD   | G    | E    | P    | Pos. | PD | G    | E    | P    | PD   | G | E             | P             | Pos.          | PD            | G             | E | P     | PD    | G     | E     | P | Rendimiento | GF      | GC      | Dif.    | Ptos.   |         |         |         |         |
| ------------------ | ----- | --------- | ---- | ---- | ---- | ---- | ---- | -- | ---- | ---- | ---- | ---- | - | ------------- | ------------- | ------------- | ------------- | ------------- | - | ----- | ----- | ----- | ----- | - | ----------- | ------- | ------- | ------- | ------- | ------- | ------- | ------- | ------- |
| Nacional · Uruguay | 1.ª   | 2023      | 9    | 4    | 3    | 2    | 3.º  | 1  | 1    | 0    | 0    | -    | - | -             | -             | -             | -             | -             | - | -     | 10    | 5     | 3     | 2 | 60%         | 18      | 11      | +7      | 18      |         |         |         |         |
| Nacional · Uruguay | 1.ª   | 2024      | 16   | 10   | 4    | 2    | -    | 1  | 0    | 0    | 1    | 10   | 6 | 1             | 3             | -             | -             | -             | - | -     | 27    | 16    | 5     | 6 | 65.43%      | 46      | 30      | +16     | 53      |         |         |         |         |
| Nacional · Uruguay | Total | Total     | 25   | 14   | 7    | 4    | -    | 2  | 1    | 0    | 1    | 10   | 6 | 1             | 3             | -             | -             | -             | - | -     | 37    | 21    | 8     | 8 | 63.97%      | 64      | 41      | +23     | 71      |         |         |         |         |
| 1. 2.              |       |           |      |      |      |      |      |    |      |      |      |      |   |               |               |               |               |               |   |       |       |       |       |   |             |         |         |         |         |         |         |         |         |

#### Resumen estadístico
| Competición                 | Partidos | Ganados | Empatados | Perdidos | Rendimiento |
| --------------------------- | -------- | ------- | --------- | -------- | ----------- |
| Primera División de Uruguay | 25       | 14      | 7         | 4        | 65.33%      |
| Copa AUF Uruguay            | 2        | 1       | 0         | 1        | 50%         |
| Copa Libertadores           | 10       | 6       | 1         | 3        | 63.33%      |
| TOTAL                       | 37       | 21      | 8         | 8        | 63.97%      |

## Palmarés

### Campeonatos nacionales
| Título              | Club           | País    | Año     |
| ------------------- | -------------- | ------- | ------- |
| Copa de Italia      | Internazionale | Italia  | 2004-05 |
| Supercopa de Italia | Internazionale | Italia  | 2005    |
| Serie A             | Internazionale | Italia  | 2005-06 |
| Supercopa de Italia | Internazionale | Italia  | 2006    |
| Copa de Italia      | Internazionale | Italia  | 2005-06 |
| Serie A             | Internazionale | Italia  | 2006-07 |
| Torneo Apertura     | Nacional       | Uruguay | 2011    |
| Campeonato Uruguayo | Nacional       | Uruguay | 2011-12 |
| Torneo Apertura     | Nacional       | Uruguay | 2014    |
| Campeonato Uruguayo | Nacional       | Uruguay | 2014-15 |

### Torneos internacionales
| Título          | Club           | País  | Año     |
| --------------- | -------------- | ----- | ------- |
| Copa de la UEFA | Internazionale | París | 1997-98 |

### Distinciones individuales
| Distinción                                                                      | Año       |
| ------------------------------------------------------------------------------- | --------- |
| Goleador de Liguilla Pre-Libertadores de América                                | 1996      |
| Goleador del Torneo Apertura                                                    | 1997      |
| Goleador de Nacional del Torneo Apertura                                        | 1997      |
| Segundo máximo goleador de Venezia                                              | 1998-1999 |
| Segundo máximo goleador de Inter                                                | 1999-2000 |
| Segundo máximo goleador de Inter                                                | 2000-2001 |
| Segundo máximo goleador de Inter                                                | 2002-2003 |
| Segundo máximo goleador de Inter                                                | 2003-2004 |
| Segundo máximo goleador de Panionios de Super Liga de Grecia                    | 2008-2009 |
| Segundo máximo goleador de Danubio de Torneo Clausura                           | 2009-2010 |
| Segundo máximo goleador de Danubio de Torneo Clausura                           | 2010-2011 |
| Segundo máximo goleador de Nacional de Torneo Apertura                          | 2011-2012 |
| Mejor jugador del Campeonato Uruguayo                                           | 2011-12   |
| Mejor volante de creación del Campeonato Uruguayo                               | 2011-12   |
| Futbolista del Fútbol Uruguayo del Año según El País                            | 2012      |
| Segundo máximo goleador de Nacional de Torneo Apertura                          | 2012-2013 |
| Jugador uruguayo en marcar más de un gol olímpico en un campeonato con Nacional | 2012/2013 |

## Marcas importantes
- El "Chino" fue el jugador mejor pagado del mundo en el Inter de Milán.[32]
- Es el segundo jugador en marcar dos goles "olímpicos" en un mismo Campeonato Uruguayo, el anterior fue Julio Rodríguez Cristóbal jugando para Montevideo Wanderers Fútbol Club.
- Marcó un gol "Maradoniano" en el 1997, jugando para el Club Nacional de Football, contra Montevideo Wanderers Fútbol Club.
- Es considerado uno de los mejores pateadores de tiros libres en Italia.[33]
- Ha marcado seis goles "olímpicos" en su carrera.
- Marcó en dos clásicos contra Peñarol en un mismo campeonato el gol de la victoria dando vuelta el resultado.[34]
- Marcó el gol de la victoria en la Final del Campeonato Uruguayo.[35]
- El "chino" marcó nuevamente contra Peñarol en el Clásico del fútbol uruguayo en el Campeonato Uruguayo de Fútbol 2014-15, de tiro libre en el minuto 94´, siendo el último del encuentro para darle la victoria al Club Nacional de Football por 2 a 1.

## Goles olímpicos
A lo largo de su carrera Recoba ha convertido goles olímpicos en seis ocasiones. 
El 29 de abril de 2007, en el encuentro que por la Liga Italiana enfrentara a los equipos de Inter de Milán y Empoli y que terminara con el triunfo por 3-1 a favor del primero, Recoba convirtió su primer gol olímpico jugando para Inter.
Más de cinco años después, jugando para Nacional, volvió a convertir dos goles olímpicos en el mismo campeonato. Fue por el Campeonato Uruguayo 2012-13. El primero de ellos fue en el triunfo de Nacional ante Fénix por 2-1, ocurrido el 22 de septiembre de 2012. El segundo fue el 21 de octubre del mismo año, en el triunfo de Nacional por 3-1 ante Liverpool.
En un partido amistoso entre Nacional y Argentinos Juniors ocurrido el 2 de febrero de 2013, en ocasión de la presentación del nuevo plantel de Nacional, Recoba convirtió el cuarto gol olímpico de su carrera.
En el Torneo de Apertura 2014, en el Parque Central le convierte nuevamente "olímpico" a Wanderers.
Finalmente, por la Copa Antel 2015, convirtió su sexto y último gol olímpico el 20 de enero de 2015, en el triunfo de Nacional por 3-2 ante Sportivo Luqueño.
| Gol | Fecha                    | Equipo         | Rival              | Competición                 |
| --- | ------------------------ | -------------- | ------------------ | --------------------------- |
| 1   | 29 de abril de 2007      | Internazionale | Empoli             | Serie A 2006-07             |
| 2   | 22 de septiembre de 2012 | Nacional       | Fénix              | Campeonato Uruguayo 2012-13 |
| 3   | 21 de octubre de 2012    | Nacional       | Liverpool          | Campeonato Uruguayo 2012-13 |
| 4   | 2 de febrero de 2013     | Nacional       | Argentinos Juniors | Amistoso                    |
| 5   | 27 de septiembre de 2014 | Nacional       | Wanderers          | Campeonato Uruguayo 2014-15 |
| 6   | 20 de enero de 2015      | Nacional       | Sportivo Luqueño   | Copa Antel 2015             |

## Televisión
En septiembre de 2020, participa del programa televisivo MasterChef Celebrity Uruguay, en Canal 10, donde llegó a la final y se proclamó subcampeón del concurso.

## Filmografía
- Reportaje Movistar+ (04/04/2016), «Fiebre Maldini: 'Álvaro Recoba'» en Plus.es